# 마틴 루터 킹 주니어 탄생일
마틴 루터 킹 주니어 탄생일(영어: Martin Luther King, Jr. Day)은 미국의 연방 공휴일로, 1월 셋째 월요일이다. 미국의 흑인 인권운동가 마틴 루터 킹 2세를 기리기 위한 날이다.

## 개요
마틴 루터 킹 목사를 기념하기 위해 정한 미국의 축일이다. 흑인개방운동 지도자로 노벨 평화상을 수상했던 킹 목사가 태어난 날인 1월 15일과 관련, 1월 세 번째 월요일로 정해졌다. 1968년 4월 4일, 킹 목사가 테너시 주 멤피스에서 암살당한 이래 그를 기념하는 축일을 정하자는 법안이 제기되다가 1986년부터 시행되었다. 이날은 연방 축일이므로 주(州)와는 직접 관련이 없으나 이미 24개에 달하는 주에서 축일로 정하는 입법 조치를 취했다.

## 같이 보기
- 월요병